# 이정환 (1993년)
이정환(1993년 5월 23일 ~ )은 대한민국의 스타크래프트 II 프로게이머 출신의 하스스톤 프로게이머이다. 2014년 12월 유럽의 프로게임팀 SK 게이밍에 입단하였다.

## 수상
2014
- 하스스톤 한중마스터즈 시즌 2: 4강
- 하스스톤 월드 챔피언십 한국대표선발전: 승리
- 하스스톤 월드 챔피언십: 16강

2015
- 하스스톤 마스터즈 코리아 시즌 1: 16강
- 하스스톤 마스터즈 코리아 시즌 2: 8강